# Lena Putz
Lena Putz née le 17 janvier 1994, est une coureuse cycliste allemande, spécialiste du VTT.

## Palmarès en VTT

### Championnats du monde
- Champéry 2011
  -  Médaillée d'argent du cross-country juniors
- Lillehammer-Hafjell 2012
  -  Médaillée de bronze du cross-country juniors
- Pietermaritzburg 2013
  - 6e du cross-country eliminator
- Lillehammer-Hafjell 2014
  - 11e du cross-country espoirs
  - 16e du cross-country eliminator

### Coupe du monde
Coupe du monde de cross-country eliminator
- 2017 : 7e du classement général

### Championnats d'Europe
- 2013
  - 10e du cross-country espoirs

### Championnats nationaux
- 2012
  - 2e du cross-country juniors
- 2013
  - 2e du cross-country espoirs
- 2014
  - 2e du cross-country eliminator
- 2015
  - 3e du cross-country espoirs
- 2016
  - 2e du cross-country eliminator
- 2017
  - 2e du cross-country eliminator